# Battaglia di Soncino
La battaglia di Soncino fu una battaglia delle guerre di Lombardia, che si svolse nel marzo 1431. Fu combattuta tra gli eserciti della Repubblica di Venezia, comandate dal Conte di Carmagnola e del Ducato di Milano, sotto Francesco Sforza e Niccolò da Tolentino.

## Antefatti
All'inizio del 1430 il duca di Milano Filippo Maria Visconti, non potendo intervenire militarmente alla difesa di Lucca contro i fiorentini a causa della pace stabilita con papa Martino V, aveva finto di cacciare Francesco Sforza dal suo dominio, affidandogli in realtà il comando di alcune truppe e finanziando le operazioni militari in Toscana. Lo Sforza era riuscito a costringere il generale nemico Niccolò Fortebraccio a togliere l'assedio e aveva poi abbandonato la città sotto il pagamento di 70 000 fiorini da parte dei fiorentini. In seguito questi avevano ripreso le operazioni contro la città che, richiedendo ancora una volta l'aiuto dei milanesi e di Genova, aveva ottenuto il soccorso di un esercito guidato da Niccolò Piccinino che il 2 dicembre 1430 sbaragliò Guidantonio da Montefeltro nella battaglia del Serchio. Il 20 febbraio 1431 Martino V morì e al suo posto fu eletto il veneziano Eugenio IV. I veneziani, considerando rotta la pace stabilita dai milanesi con il precedente pontefice e ritenendo la situazione favorevole, mossero con un esercito guidato dal Carmagnola da Orzinuovi verso Soncino, borgo fortificato di grande importanza strategica in quanto posto a difesa di un ponte sul fiume Oglio.

## La Battaglia
L'esercito veneziano, guidato dal Conte di Carmagnola, era riuscito dopo vari tentativi ad accordarsi con il capitano della guarnigione di Soncino, al fine di ottenere la resa della città senza spargimento di sangue in cambio di una grossa somma di denaro. Il capitano tuttavia stava trattando anche con i milanesi, guidati da Niccolò da Tolentino e Francesco Sforza il cui esercito era appena giunto a Cremona da Mirandola. Il 16 marzo 1431 il Carmagnola decise di far marciare l'esercito veneziano, accampagnato a Orzinuovi, forte di 2 000 fanti e 3 000 cavalieri, alla volta di Soncino al fine di ottenere una volta per tutte la resa della città, convinto che non gli sarebbe stata opposta alcuna resistenza. Giunto sul campo fu assalito dai milanesi guidati da Francesco Sforza. La battaglia imperversò per ore fin quando il Carmagnola riuscì a respingere lo Sforza che, non è chiaro se costretto o di proposito, si ritirò dal campo inseguito dai veneziani. Durante la ritirata i soldati di Niccolò da Tolentino piombarono sui veneziani, ormai stanchi per il combattimento, ne dispersero le schiere e le costrinsero alla fuga. Il Carmagnola riuscì a stento a scampare alla cattura e si rifugiò a Brescia con soli sei cavalli al seguito. I milanesi catturarono 1 600 cavalli e i 500 fanti veneziani superstiti.

## Conseguenze
L'esercito milanese riuscì a catturare circa duemila prigionieri e conservò uno dei borghi fortificati più strategici al confine con il territorio della Repubblica di Venezia. L'esercito veneziano si spostò verso sud puntando su Cremona. Fallita l'offensiva terrestre, i veneziani inviarono lungo il Po una possente flotta fluviale di 37 galee e 100 navi di minori dimensioni al comando di Niccolò Trevisan. I milanesi risposero raccogliendo a Pavia una flotta di 56 galee e decine di navi minori guidate da Pasino degli Eustachi. Lo scontro tra le due flotte si sarebbe poi svolto tra il 21 e il 22 giugno 1431 nei pressi di Cremona risolvendosi con una schiacciante vittoria milanese.